# Nedre Lilltjärnen, Hälsingland
Nedre Lilltjärnen är en sjö i Bollnäs kommun i Hälsingland och ingår i Ljusnans huvudavrinningsområde.